# Michel Brown
Michel Brown, właśc. Misael Browarnik Beiguel (ur. 10 czerwca 1976 w Buenos Aires) – argentyński aktor telewizyjny, filmowy i teatralny.

## Życiorys
Urodził się w Buenos Aires jako syn Carlosa Browna, argentyńskiego aktora o żydowskiego pochodzenia. Ma brata Nicolasa i siostrę Lorenę. Jego dziadek ze strony ojca pochodził z Polski, ale opuścił Polskę przed wybuchem II wojny światowej. Reszta rodziny zginęła w Auschwitz. Uczył się aktorstwa w Meksyku. W 2006 uczęszczał na kursy aktorskie w Nowym Jorku.
W wieku 16 lat został dostrzeżony przez szefów stacji Telefe i wygrał casting do młodzieżowego programu muzycznego Jugate conmigo. Następnie pojawił się w telenoweli młodzieżowej Life Collage (1994) i nagrał dwie płyty – Jugaste conmigo (1995) i Michel (1997). Wziął udział w teledysku do piosenki meksykańskiej grupy The Chemical Brothers – „Out of control” (2001).
Wystąpił w telenowelach stacji Televisie Dekada (2001) i TV Azteca:  Lo que es el Amor (2001), Súbete a mi Moto (2002), Enamórate (2003). Rola Franco Reyes Guerrero w kolumbijskiej Gorzka zemsta (Pasión de gavilanes, 2003-2004) przyniosła mu sławę w wielu krajach świata oraz dwie nagrody w Wenezueli i jedną w Bułgarii. Prowadził także programy w hiszpańskiej telewizji Antena 3, m.in. Estoy por ti (2005).

## Życie prywatne
W latach 2002–2006 był związany z brazylijską modelką Cataliną Satch. W lipcu 2006 związał się z kolumbijską modelką La Toya Montoya. 23 lutego 2013 poślubił modelkę i aktorkę Margaritę Muñoz.

## Filmografia

### Filmy
- 2006: Skok przez płot (Vecinos invasores) jako RJ (głos)
- 2008: Hora cero jako
- 2009: Condones.com jako Toño
- 2009: Pagafantas jako Sebastián
- 2011: Contratiempo jako Diego Vega Martín
- 2014: Cásese quien pueda jako Erik
- 2016: Rumbos Paralelos jako Armando
- 2016: Malcriados jako Alejandro „Álex” Balmaceda
- 2018: Mi propósito eres tú (film krótkometrażowy TV) jako Macario Valdés

### Produkcje telewizyjne
- 1993-1994: Jugate conmigo jako artysta estradowy
- 1994: Life Collage
- 1995: Jugate con todo jako gość
- 1996-1997: Chiquititas jako Tomás „Tommy” Linares Pintos
- 1998: Las chicas de enfrente jako Facundo Arias
- 2000: DKDA, Sueños de juventud jako David
- 2001: Lo que es el amor jako Christian Ocampo
- 2002: Súbete a mi moto jako Ricardo Narváez Soler
- 2003: Enamórate jako Mariano Sánchez
- 2003-2004: Gorzka zemsta (Pasión de gavilanes) jako Franco Reyes Guerrero
- 2004-2005: Te voy a enseñar a querer jako Pablo Méndez
- 2005: Aquí no hay quien viva w roli samego siebie
- 2005: El auténtico Rodrigo Leal w roli samego siebie
- 2006: Decisiones jako Michel
- 2006: Atasco en la nacional
- 2006: Miłość na sprzedaż (Amores de mercado) jako Diego „El Rayo” Valdéz
- 2007: Decisiones jako Sebastián
- 2007-2008: Madre Luna jako Ángel Cisneros Portillos
- 2008: Física o Química jako Miguel Belaza
- 2008-2009: El fantasma del Gran Hotel jako „Miguel” Toro
- 2010: Mentes en shock jako dr Diego Terra
- 2011: Correo de inocentes jako Gerardo Mora
- 2012: La Mariposa jako Manuel „Amaury” Martínez
- 2012: A corazón abierto jako Tomás Ballesteros
- 2012-2013: Los Rey jako Matías Rey San Vicente
- 2013: Mentiras perfectas jako dr Santiago Ucross
- 2014-2015: Amor sin reserva jako Diego Olivaterra Mendoza
- 2016-2018: Sr. Ávila jako Daniel Molina
- 2016-2017: La querida del Centauro jako Gerardo Duarte
- 2018: Falco jako detektyw Alejandro Falco
- 2018-2019: Amar a muerte jako Macario „El Chino” Valdés / León Carvajal / Jacobo Reyes
- 2019: Hernán jako Pedro de Alvarado
- 2022: Palpito (Skradzione serce) jako Simón